# After the Gold Rush
After the Gold Rush è il terzo album in studio del cantautore canadese Neil Young, pubblicato il 19 settembre 1970 dalla Reprise Records.

## Storia
Venne pubblicato successivamente alla sua partecipazione con David Crosby, Stephen Stills e Graham Nash al concerto del festival di Woodstock e al loro album Déjà vu.
Il gruppo spalla è quello dei Crazy Horse, anche se l'album verrà accreditato al solo Neil Young, con la partecipazione del quindicenne bassista dei CSN&Y Greg Reeves al basso, di Stephen Stills alle voci, di Jack Nitzsche e di un giovane Nils Lofgren, futuro chitarrista di Bruce Springsteen, al pianoforte.
After the Gold Rush è l'album che segue il fortunato Déjà vu di Crosby, Stills, Nash & Young e impose il Neil Young che rimarrà negli anni seguenti nell'immaginario collettivo, anche grazie al successivo album Harvest. L'album consiste principalmente di pezzi country folk, appaiati a brani dalle sonorità più ruvide come Southern Man e When You Dance I Can Really Love.

## Registrazione
Le prime sessioni per il disco ebbero luogo nell'agosto 1969 ai Sunset Sound Studios di Los Angeles alla presenza dei Crazy Horse e di Jack Nitzsche. Ripresero poi ai Sound City Studios alla fine di un tour invernale che aveva visto Young e la band esibirsi insieme a Steve Miller e Miles Davis al Fillmore East. Inizialmente Young convoca il gruppo con in mente l'idea di registrare un album country-pop sulla falsariga di quelli degli anni cinquanta e inizio sessanta:
(Neil Young, in un'intervista dell'epoca rilasciata a Rolling Stone.)
Seguendo questa direzione, Young abbozza anche una prima scaletta dei brani da includere nell'album in lavorazione, che a questo punto avrebbe dovuto contenere: Oh, Lonesome Me, Wondering, Everybody's Alone, Sugar Mountain, Sea of Madness, Big Waves, Birds, Love Is a Rose, I Need Her Love to Get By, Dance, Dance, Dance e I Believe in You.
Nonostante il precario stato di salute del chitarrista Danny Whitten in netto deterioramento a causa della crescente tossicodipendenza, le sedute sono comunque proficue e fruttano svariati brani. Nitzsche partecipò molto sporadicamente alle sessioni di registrazione a causa dei suoi crescenti problemi di alcolismo e suonò praticamente solo in When You Dance I Can Really Love. A tal proposito Nils Lofgren racconterà in seguito: «Un secondo prima Jack era lì che diceva quanto amava le canzoni di Neil, il momento dopo gli stava urlando dietro insultandolo e rifiutandosi di suonare».
Nei primi giorni del 1970, Neil si trasferisce nel suo studio casalingo di Topanga Canyon appena ultimato, insieme a Stephen Stills, Greg Reeves, Ralph Molina dei Crazy Horse, e il giovanissimo (18 anni) Nils Lofgren reclutato per suonare il pianoforte al posto di Nitzsche. Proprio il fatto di assegnare a Lofgren il ruolo di pianista, fu una delle tipiche decisioni anticonformiste di Young; infatti Lofgren non aveva mai suonato le tastiere in maniera professionale prima dell'inizio delle sessioni.
A questo punto però, Young è rimasto affascinato dalla lettura di una sceneggiatura per un film fantascientifico scritta dall'amico Dean Stockwell con Herb Berman, e cambia totalmente idea circa l'impostazione generale da dare all'album, iniziando a comporre brani ispirati ad essa.
Alla fine solo la traccia Cripple Creek Ferry e la title track sono inequivocabilmente ispirate alla sceneggiatura cinematografica di Stockwell & Berman. In un primo momento Young aveva anche chiesto a Stockwell di poter comporre l'intera colonna sonora del film, ma poi non se ne era fatto più niente. Il copione è andato poi perduto, anche se venne descritto come una sorta di "film di fantascienza sulla fine del mondo" dove venivano narrate le peripezie di tre uomini nel giorno in cui un'onda gigantesca spazzava via Los Angeles. Il film non venne mai realizzato.

## Copertina
Young scelse personalmente l'immagine di copertina trovando adatta una fotografia solarizzata (opera di Joel Bernstein) che lo ritraeva mentre si recava ad un concerto dei CSN&Y a New York, incrociando per strada una vecchietta sorridente.

## Brani
L'album alterna semplici ballate acustiche folk come Tell Me Why, brani country come Oh, Lonesome Me e Only Love Can Break Your Heart, scritta per Graham Nash in seguito alla rottura del suo rapporto con Joni Mitchell, malinconiche canzoni pianistiche nello stile del primo Elton John come After the Gold Rush, cantata in una tonalità altissima per l'estensione vocale di Young e con uno dei testi più psichedelico-ecologisti mai scritti dall'artista, e Birds, brevi brani filastrocca come Till the Morning Comes e Cripple Creek Ferry, la ballata agrodolce I Believe in You, ed infine rock abrasivo con Southern Man e When You Dance I Can Really Love.
Caso a parte è la lugubre Don't Let It Bring You Down, che sulle note di una chitarra acustica con accordatura aperta, si fa portavoce di un messaggio in apparenza ottimista ma velato di profonda disperazione, indirizzato al chitarrista Danny Whitten che stava sprofondando nel baratro della droga proprio in quel periodo.

## Accoglienza
Raggiunse l'ottava posizione della classifica statunitense della rivista Billboard Top Pop Albums. I due singoli estratti dall'album, Only Love Can Break Your Heart e When You Dance I Can Really Love, raggiunsero rispettivamente la posizione numero 33 e la numero 93 della Billboard Hot 100. La traccia Oh, Lonesome Me venne anch'essa pubblicata su singolo, ma prima dell'uscita dell'album e soltanto in Canada, dove raggiunse la posizione numero 58 in classifica.
La critica non fu inizialmente benevola con il disco, sebbene nel corso degli anni sia stato riconosciuto un capolavoro e appaia regolarmente nelle classifiche dei migliori album di tutti i tempi. La rivista Rolling Stone ha inserito After the Gold Rush al 90º posto della sua lista dei 500 migliori album di tutti i tempi.
| Recensione       | Giudizio       |
| ---------------- | -------------- |
| AllMusic         | [ 1 ]          |
| Ondarock         | Pietra Miliare |
| Rolling Stone    |                |
| Piero Scaruffi   |                |
| Robert Christgau | A+             |
| Pitchfork        |                |

La critica musicale non rimase particolarmente colpita dall'album all'epoca della sua prima pubblicazione. La recensione datata 1970 di Rolling Stone, scritta da Langdon Winner, fu ampiamente negativa, con Winner perentorio nell'affermare che "nessuna delle canzoni sull'album si elevava al di sopra della mediocrità".
La rivista cambiò però ben presto opinione circa il disco, poiché già nel 1975, Rolling Stone fece riferimento all'album come a un "capolavoro", e After the Gold Rush viene oggi considerato uno degli album classici della discografia di Neil Young.
Anche dal lato delle vendite il disco si rivelerà uno dei best seller di Neil Young, uno dei suoi più grandi successi commerciali insieme al successivo Harvest (1972).
Nel 1998 i lettori della rivista Q votarono After the Gold Rush come 89° miglior album di sempre.
Nel 2005 si piazzò al 92º posto nella classifica dei migliori 100 album di tutti i tempi redatta dal canale televisivo britannico Channel 4.
Nel 2003, Rolling Stone classificò l'album alla posizione numero 71 nella sua lista dei migliori 500 album di sempre.
Nel 2004 Pitchfork lo inserì alla posizione numero 99 nella lista dei "Top 100 Albums of the 1970s".
Nel 2006, Time Magazine lo inserì tra i suoi All-TIME 100 Albums.
After the Gold Rush si è anche classificato terzo nella lista dei "Top 100 Canadian Albums" contenuta nell'omonimo libro di Bob Mersereau.
Nel 2005, i lettori di Chart Magazine votarono l'album al quinto posto nella classifica dei migliori album canadesi di sempre.
Nel 2002, Blender ha nominato l'album 86° miglior album "americano" di sempre.
Nel 2003 New Musical Express lo posizionò all'80º posto nella graduatoria dei migliori album di tutti i tempi.
L'album è inoltre inserito nel libro 100 dischi ideali per capire il Rock di Ezio Guaitamacchi.

## Tracce
Lato 1
1. Tell Me Why – 2:54 (Neil Young)
2. After the Gold Rush – 3:45 (Neil Young)
3. Only Love Can Break Your Heart – 3:05 (Neil Young)
4. Southern Man – 5:31 (Neil Young)
5. Till the Morning Comes – 1:17 (Neil Young)

Lato 2
1. Oh, Lonesome Me – 3:47 (Don Gibson)
2. Don't Let It Bring You Down – 2:56 (Neil Young)
3. Birds – 2:34 (Neil Young)
4. When You Dance I Can Really Love – 4:05 (Neil Young)
5. I Believe in You – 3:24 (Neil Young)
6. Cripple Creek Ferry – 1:34 (Neil Young)

## Formazione
Artista
- Neil Young – voce, chitarra, armonica a bocca, pianoforte, vibrafono

Crazy Horse
- Danny Whitten – chitarra, cori
- Billy Talbot – basso
- Ralph Molina – batteria, cori

Ospiti
- Nils Lofgren – pianoforte, cori
- Jack Nitzsche – pianoforte in When You Dance I Can Really Love
- Stephen Stills – cori
- Greg Reeves – basso
- Bill Peterson – flicorno

## Classifiche
| Classifica (2021) | Posizione massima |
| ----------------- | ----------------- |
| Ungheria          | 14                |